# Tipula araucania
Tipula araucania är en tvåvingeart som beskrevs av Alexander 1929. Tipula araucania ingår i släktet Tipula och familjen storharkrankar. Inga underarter finns listade i Catalogue of Life.